# Тропидересы
Тропидересы (лат. Tropideres) — род жесткокрылых из семейства ложнослоников.

## Описание
В длину жуки не превышают 6 мм. Глаза достигают верхнего края лба, но сверху не выступают над поверхностью головы, лоб между глазами не вдавлен, переднеспинка посередине без вдавления. Надкрылья с выступающими плечами, жуки крылатые..

## Систематика
В составе рода:
- Tropideres acerbus Boheman, 1833
- Tropideres albirostris Herbst in Fuessly, 1783
- Tropideres albuginosus Erichson 1842
- Tropideres amoenus Fairmaire, 1897
- Tropideres dorsalis Schoenherr, 1833
- Tropideres niveirostris Stephens, 1829